# Luchibang
Luchibang (que significa "ala de garza de Lü") es un género extinto de pterosaurio pterodactiloideo istiodactílido, que vivió a principios del período Cretácico, hace aproximadamente entre 130 y 122 millones de años, durante el Aptiano, en lo que hoy es Asia. Fue descubierto en Mongolia Interior, China y nombrado por Hone et al., 2020. La especie tipo es Luchibang xinzhe.

## Descubrimiento y denominación
El holotipo, un espécimen juvenil, fue adquirido de comerciantes ilegales de fósiles que lo encontraron antes de 2000, probablemente en la aldea de Liutiaogou, cerca de Dashuangmiao en Ningcheng, Mongolia Interior. Alrededor de 2009, Xu Xing le pidió a David Hone que describiera el espécimen, pero la publicación del artículo se retrasó durante muchos años debido a las dudas expresadas en la revisión por pares sobre su autenticidad. Luchibang se anunció en un resumen de la conferencia Flugsaurier de Los Ángeles en 2018, pero se publicó de manera válida en 2020.
En 2020, David WE Hone, Adam James Fitch, Ma Feimin y Xu Xing nombraron y describieron la especie tipo Luchibang xinzhe. El nombre genérico Luchibang se deriva del mandarín lu, "garza" y chibang, "ala", pero también es una referencia al paleontólogo fallecido Lü Junchang. El nombre específico xinzhe significa "caminante", en referencia a sus capacidades terrestres. Algunas tablas y diagramas del artículo también contienen el nombre Luchibang wuke, una versión anterior o la ortografía alternativa de xingzhe.
Se supone que el holotipo ELDM 1000 se encontró en una capa de la Formación Yixian que data del Aptiano. Consiste en un esqueleto casi completo con cráneo, comprimido en una sola placa. Sólo faltan la parte posterior del cráneo, las dos vértebras frontales del cuello, las costillas esternal, la cola, un prepubis, la muñeca izquierda y el pteroide izquierdo. Se conservan trozos de piel. El esqueleto está en gran parte articulado y es visible desde la parte inferior. Representa a un individuo juvenil. Es parte de la colección del Erlianhaote Dinosaur Museum.
Los comerciantes ya habían preparado el fósil. Debido a las diferencias de coloración y al hecho de que las proporciones del postcráneo, especialmente las patas largas y los pies grandes, se asemejan a las de Azhdarchoidea, en la revisión por pares se sugirió que la pieza podría ser una quimera, ya que la cabeza se había agregado al grupo para aumentar su valor. Para comprobar esto, Hone y C. Rodgers prepararon aún más la región de la cabeza, pero no pudieron encontrar rastros de pegamento de conexión. La cabeza parecía haber sido una parte integral de la pieza y por lo tanto se concluyó que era auténtica.

## Descripción
El individuo holotipo tenía una envergadura de aproximadamente dos metros. Como es un juvenil, el tamaño adulto podría haber sido considerablemente mayor, lo que haría de Luchibang un istiodactílido bastante grande.
Los autores que lo describieron indicaron algunos rasgos distintivos. Dos de ellos son autapomorfías, caracteres derivados únicos. El esternón es grande y rectangular con un borde posterior recto. El fémur equivale a más del 80% de la longitud del cúbito.
Además, existe una combinación única de rasgos que en sí mismos no son únicos. La parte frontal del esternón no muestra expansión vertical. En las mandíbulas traseras, los dientes están muy separados. En la vista superior, la sínfisis de los dentarios de la mandíbula inferior es cuatro veces más larga que ancha. Las ramas de las mandíbulas inferiores son largas y estrechas, veinte veces más largas que anchas en la vista superior.

## Paleobiología
Se encontraron dos ejemplares del pez Lycoptera asociados al holotipo; el primero, que descansa entre las mandíbulas del pterosaurio, probablemente representa un animal que murió casi al mismo tiempo, mientras que el segundo se encontró dentro o debajo de la caja torácica del pterosaurio, y "puede representar el contenido intestinal" según los autores. Sin embargo, debido al alto nivel de compresión involucrado en la preservación del fósil, es imposible determinar si el esqueleto de pez asociado se encuentra realmente dentro de la caja torácica y, por lo tanto, representa una evidencia real de su dieta, o si está simplemente debajo del pterosaurio, una posibilidad que los propios autores discuten.